# Jacaranda rufa
Jacaranda rufa là một loài thực vật có hoa trong họ Chùm ớt. Loài này được Silva Manso mô tả khoa học đầu tiên năm 1836.